# 贝雅士蓄水池上段
贝雅士蓄水池上段（英語：Upper Peirce Reservoir）是新加坡的第四个水库。自贝雅士蓄水池上段公园可俯瞰此处。

## 历史
它起初为加冷河蓄水池，1910年，新加坡的第二个蓄水池于加冷河下游建成。1922年，更名为贝雅士蓄水池，以表彰1901年到1916年在职的新加坡市政工程师羅伯特·皮爾斯。
1960年代末期，由于对水需求的增加，贝雅士蓄水池需要扩容，于是1970年，在原有的贝雅士蓄水池大坝上游建造了一个更高的水坝。
1975年，为支持该国的快速住房和工业化项目，新加坡政府开展了一个开发新水资源的供水项目。在贝雅士蓄水池上游建造了一个大坝，形成了贝雅士蓄水池的上段和下段。此蓄水池于1977年2月27日开放。这是新加坡面积最大的蓄水池，水域面积超过304公顷，库容量为2780万立方米。

## 贝雅士蓄水池上段公园
贝雅士蓄水池上段公园是一个受欢迎的度假胜地，游客可以享受其独特和宁静的宜人环境。周围种植的次生林使风景更加美丽。水库建成时，此处因处于集水区而受到保护。